# Soso Maness
 (mars 2022).
Soso Maness, nom de scène de Sofien Manessour, est un rappeur et acteur français, né le 23 mars 1988 à Marseille. Il a sorti en deux ans deux albums classés dans le top 50 (en France), Rescapé en 2019 (classé no 49) et Mistral en 2020 (classé no 2).

## Biographie

### Jeunesse
Né le 23 mars 1988 à la maternité de la Belle de Mai, Sofien Hakim Manessour grandit dans la cité Font-Vert dans le 14e arrondissement de Marseille. Enfant d'immigrés algériens de la première génération, il est le dernier garçon d'une fratrie de treize enfants, comptant six frères et six sœurs,,. Il arrête l'école en troisième, vers l'âge de 15 ans. Il décroche scolairement au bout de trois mois de seconde générale et se lance dans le trafic de stupéfiants, en commençant comme guetteur pour payer ses vacances au ski,,. Ses activités le conduisent deux fois à la prison des Baumettes, dont la seconde du 18 mai 2016 à la fin de l'année 2017,,,,. Pendant sa détention, il reverse aux Restos du Cœur les 350 euros qu'il touche chaque mois avec le travail pénitentiaire.

## Carrière

### Début
Il y commence le rap à l'âge de 12 ans, au sein du groupe Les sales mômes qu'il fonde avec son ami Béné. Se produisant majoritairement lors de guinguettes organisées dans son quartier, réunissant rappeurs, danseurs, graffeurs et habitants du quartier lors d'un moment festif, Soso Maness enregistre son premier morceau en 2000, à l'âge de 12 ans, avec le morceau La Relève, en featuring avec Intouchable, groupe appartenant à la constellation de la Mafia K'1 Fry. Il arrête la musique à l'adolescence, attiré notamment par le sport, avant de s'y remettre durant la seconde moitié des années 2010.

### Album:Rescapé(2019)
En 2019, Soso Maness sort son premier album Rescapé, porté par le titre TP. Cet album voit des collaborations avec Sofiane Zermani, L'Algérino et Hooss.

### Album:Mistral(2020)
Le 5 juin 2020, il sort son deuxième album intitulé Mistral, comportant des collaborations avec Da Uzi, Hornet La Frappe, Alonzo & Lacrim,,.

### So Manesset13’Organisé
Le 6 juillet 2020, il obtient son premier single d'or avec le titre So Maness. En fin d'année, il participe à la compilation 13'Organisé (produit par Jul) et participe à plusieurs titres.

### Album:Avec le temps(2021)
Le 4 juin 2021, il sort son troisième album nommé Avec le temps, avec des featurings de SCH, Gims, Jul et PLK. Le titre Petrouchka avec PLK est celui qui a été certifié le plus rapidement par le Syndicat national de l'édition phonographique (SNEP). Il est single d'or en seulement 13 jours[source secondaire souhaitée].

### Le Classico organisé (2021)
En novembre 2021, il participe au projet collectif Le classico organisé, à l'initiative de Jul réunissant plus de 150 rappeurs des Bouches-du-Rhône et d'Île-de-France.
En septembre 2023, il prend part à la deuxième édition du Grand Prix Explorer, organisé par Squeezie, au sein de la même écurie que SCH. Il termine la course à la 9e position.

### Réalisation
Il réalise entre 2019 et 2021 une série diffusée sur Youtube, en 3 épisodes. Les épisodes mettent en scène son quartier de Font-Vert et ses habitants, sur fond de trafics de stupéfiants.
En 2022, il diffuse un film portant sur l'expédition qu'il a menée vers la montagne guyanaise Mamilihpan.

### Vie privée
À 17 ans, il rencontre une jeune fille du lycée Lacordaire, un établissement d'excellence de la ville, ce qui déplait d'abord à sa famille, mais ils se marient néanmoins civilement en 2018 et ont deux enfants ensemble : Hanna-Sofia, née en 2019, et Ali, né en 2020,,,.

## Polémique

### Septembre 2021: Critique la police à la Fête de l'Humanité
En septembre 2021, un extrait de son concert à la Fête de l'Humanité provoque une polémique lorsqu'il critique la police et fait chanter au public une chanson contre celle-ci.

## Discographie

### Singles
- 2013 : Toto Riina
- 2014 : Tarpin (feat. L'Algérino)
- 2016 : Merlish
- 2016 : KTM
- 2018 : Minuit c’est loin
- 2018 : Je rentre tôt
- 2018 : Sosorina
- 2018 : Pochon Vert (feat. Font-Vert Clan)
- 2019 : Mal Luné
- 2020 : Le sang appelle le sang
- 2020 : DDD (feat. Hornet La Frappe)
- 2020 : So Maness
- 2020 : Mistral
- 2020 : Boosk'Arrah
- 2020 : Dans mes rêves
- 2020 : Bande Organisée (feat. Jul, SCH, Kofs, Naps, Elams, Solda, Houari & Soso Maness)
- 2021 : Zumba Cafew
- 2021 : DLB 13
- 2021 : Les derniers marioles (feat. SCH)
- 2021 : Petrouchka (feat. PLK)
- 2021 : Petrouchka (Remix) (feat. PLK & RAF Camora)
- 2022 : Piranha
- 2022 : Crépuscule
- 2022 : À l'aube (feat. Dinos)
- 2022 : Peine de mort
- 2022 : Va jober (feat. SCH)
- 2023 : Le haqq
- 2023 : Finish Him (Mortal Kombat 1)
- 2024 : DLB13014
- 2024 : Allez (feat. PLK & Naps)
- 2025 : FOUDRE

### Collaborations
- 2000 : Demon One feat. Sales Mômes (Béné & Soso Maness) – La relève (sur l’album Les points sur les İ d'Intouchable)
- 2013 : Jul feat. Soso Maness – Wesh le clin's
- 2014 : Jul feat. Soso Maness – Jeune de cité (sur l’album Dans ma paranoïa de Jul)
- 2014 : DJ Kayz, Jul, Kamikaz, Soso Maness – (Jul avec la Liga One en freestyle à Planète Rap)
- 2014 : DJ Kayz, Ghetto Phénomène (Houari & Veazy), JuL, Kamikaz, Soso Maness (Freestyle avec la Liga One et Ghetto Phénomène en live à Planète Rap)
- 2014 : DJ Hamida feat. Sinik & Soso Maness – Mec de la night (sur l’album À la bien, Mix Party 2014 de DJ Hamida)
- 2014 : Soso Maness – Neymar (sur la mixtape Lacrizeomic de Jul)
- 2014 : Jul feat. Ghetto Phénomène (Bil-K, Friz, Houari & Veazy), Kalif Hardcore, Kamikaz & Soso Maness – Pourquoi tu me fais le gros (sur l’album Je trouve pas le sommeil de Jul)
- 2014 : Jul feat. Ghetto Phénomène (Bil-K, Friz, Houari & Veazy), Kalif Hardcore, Kamikaz & Soso Maness (Freestyle de Jul avec Liga One en live à Planète Rap)
- 2015 : Jul feat. Soso Maness – Dans un autre monde
- 2016 : Soso Maness – Soso vs. Maness (sur la bande originale du film Chouf)
- 2017 : Biwaï feat. Soso Maness – Dans la danse
- 2018 : Biwaï feat. Dibson, Kamikaz, L’Allemand, Malaa & Soso Maness – Code 120 (sur l’album Music de Biwaï)
- 2019 : YL feat. Hooss, Sofiane & Soso Maness – DZ All Stars
- 2019 : Hooss feat. Soso Maness – J’encaisse (sur Fench Riviera, volume 3 (Thleta Edition), la réédition de la mixtape Fench Riviera, volume 3 d'Hooss)
- 2020 : Lacrim feat. Soso Maness – Allez nique ta mère (sur la mixtape R.I.P.R.O Volume IV de Lacrim)
- 2020 : Kofs, Naps, Elams, Houari, Jul, SCH, Solda, Sosos Maness – Bande organisée (sur la compile 13'Organisé par Jul)
- 2020 : Guizmo feat. Soso Maness – Enfumé (sur l’album Lamine de Guizmo)
- 2020 : Elams, Jhonson, Jul, Many, Moubarak, Solda, Soprano, Soso Maness, Veazy – Combien (sur la compile 13'Organisé par Jul)
- 2020 : 2Bang, Don Choa, Jul, Kofs, Oussagaza, SAF, Soso Maness, Youzi – Ma gadji (sur la compile 13'Organisé par Jul)
- 2020 : Bil-K, Djiha, Fahar, Jazzy Jazz, Jul, Kamikaz, K-Ra, Soso Maness, Tonyno – La nuit (sur la compile 13'Organisé par Jul)
- 2020 : 100 Blaze, 2Bang, A-Deal, AM La Scampia, Carré Rouge, Kofs, Naps, Dadinho, Diego, Drime, Elams, Fahar, Don Choa, Le Rat Luciano, Sat l'Artificier, Menzo, Ghetto Phénomène, Graya, Djiha, Solda, Jhonson, Jul, Kamikaz, Keny Arkana, K-Ra, L'Algérino, MOH, Moubarak, Oussagaza, As, Fahar, Alonzo, Soprano, SAF, Sauzer, SCH, Soso Maness, Sysa, Thabiti, Tonyno, Youzi, Zak, Zbig – 13'Organisé - Bonus Track (sur la compile 13'Organisé par JuL)
- 2020 : Médine feat. Soso Maness – Quartier VIP (sur l'album Grand Médine de Médine)
- 2020 : Jok'Air feat. Soso Maness – Sur la file de gauche (sur l'album VI République de Jok'Air)
- 2021 : Nahir, Soso Maness – Lewandowski (sur la bande originale du film En passant pécho par Kore)
- 2021 : Alonzo feat. Soso Maness – Ninetta (sur la mixtape Capo dei capi, volume III d'Alonzo)
- 2021 : DA Uzi feat. Soso Maness & Zkr – Du nord au sud (sur l'album Vrai2Vrai de DA Uzi)
- 2021 : Alonzo, GIMS, Jul, Kaaris, Naps, Rohff, Soso Maness – Les Galactiques (sur la triple-compile Le classico organisé par Jul)
- 2021 : Kofs, Naps, Gazo, Guy2Bezbar, Jul, Koba LaD, PLK, SCH, Soso Maness – Le classico organisé (sur la triple
- -compile Le classico organisé par Jul)
- 2021 : Bosh, Graya, Hatik, ISK, Jul, Kamikaz, Soso Maness, Sysa – Mafiosi (sur la triple-compile Le classico organisé par Jul)
- 2021 : Doria, Fresh LaDouille, Graya, Jul, Le Rat Luciano, Mino, M.O Bourbier, Niaks, Soso Maness, Veazy – On refait le monde (sur la triple-compile Le classico organisé par Jul)
- 2021 : GLK, Ivory, Jarod, Jul, Mazen, Nahir, Sauzer, Soso Maness, Tonyno – Testarossa (sur la triple-compile Le classico organisé par Jul)
- 2022 : Zamdane feat. Soso Maness – Bonne année (sur l’album Couleur de ma peine de Zamdane)
- 2022 : Bianca Costa feat. MC Pedrinho & Soso Maness - Cinderela (sur l'EP Le Baile de Bianca Costa)
- 2023 : Caballero & JeanJass feat. Rim'K & Soso Maness - Donut (sur la mixtape High & Fines Herbes La Mixtape - Volume 2 de Caballero & JeanJass)
- 2024 : Zola, ISK, Pit Baccardi, Cokein, Sofiane, Ashe 22, Uzi, RK, Alkpote, Nahir, Seth Gueko, Demi Portion, Soso Maness, Decimo, Zed, Akhenaton, Kerchak, Mac Tyer, Kore, Relo & Costa - NO PASARÁN (single en collaborations pour la Fondation Abbé Pierre)
- 2025 : Mister You feat. Sam's & Soso Maness - BPM (sur l'EP PLS de Mister You)

### Productions
- 2022 : Soso Maness – Appel entrant (sur son album À l'aube)
- 2022 : Soso Maness – Appel sortant (avec Vladimir Cauchemar sur son album À l'aube)
- 2022 : Soso Maness – Appel manqué (sur son album À l'aube)